# 간디 (영화)
《간디》(영어: Gandhi)는 1982년 개봉한 영국과 인도의 서사 전기 영화이다. 리처드 애튼버러가 감독하고 존 브라일리가 각본을 썼으며, 벤 킹즐리, 캔디스 버건 등이 출연했다. 20세기 초에 대영 제국에 대항하여 영국령 인도 제국의 무저항주의 독립 운동을 이끌었던 모한다스 카람찬드 간디의 삶에 기초했다.
1983년 제55회 아카데미상에서 11개 부문에 후보로 올라 작품상, 감독상, 남우 주연상(킹즐리) 등 8개 부문을 수상하였다.
대한민국에서는 1989년 4월 8일 개봉하였다.

## 줄거리
1893년 6월 7일, 식민지 시대 남아프리카 공화국에서 젊은 변호사 모한다스 간디는 유효한 1등석 표를 가지고 있었음에도 불구하고 피터마리츠버그, 나탈 식민지에서 백인 전용 기차 칸에서 강제로 쫓겨나고, 그 후 남아프리카에서 인도인 평등을 위한 운동을 벌인다. 나탈 인도 의회의 의장인 다다 압둘라는 그의 운동을 알아채고 그를 시위로 초대하여 그는 그의 통행증을 불태운다. 남아프리카 공화국 정부는 인도인들이 범죄자처럼 지문을 찍도록 하는 법을 제정하려고 시도한다. 간디는 이 새로운 법의 부당함에 반대하는 수많은 평화 시위를 벌였고, 남아프리카 공화국의 얀 스뮈츠 총리는 결국 그의 체포를 명령한다. 나중에 정부는 간디를 석방하고 인도인들에게 일부 권리를 부여함으로써 그의 단기 목표를 달성한다. 성공회 성직자 찰스 프리어 앤드루스가 그의 임무에 동참하고, 뉴욕 타임스의 미국인 기자 빈스 워커는 그에게 특별한 관심을 가진다. 간디의 활동은 그의 아슈람에서 이루어지며, 그와 관련된 많은 인물로는 앤드루스, 헤르만 칼렌부흐, 그리고 나중에 간디가 미라벤이라고 이름 지은 매들린 슬레이드가 있다.
간디는 1915년 인도 국민회의에 정중하게 초청되어 인도에 대한 자치를 주장하는 지도자들인 사르다르 파텔, 젊은 자와할랄 네루, 마울라나 아자드, 그리고 무함마드 알리 진나를 야외 오찬에서 만났으며, 그의 멘토가 된 고팔 크리슈나 고칼레도 만난다. 진나는 간디의 정치 참여를 지지하지만, 그의 파격적인 접근 방식에 반대한다. 진나가 이끄는 의회 회의에서 간디의 연설은 특히 파텔을 포함한 전체 참석자들을 사로잡는다.
간디는 제1차 세계 대전에서 대영 제국에 충성을 맹세하지만, 동시에 인도에 대한 자치를 요구한다. 참파란과 케다에서의 그의 사티아그라하는 영국에 의해 잔인하게 억압된다. 인도인들의 제1차 세계 대전 참전에도 불구하고, 인도 행정부는 1919년 롤래트 법을 통과시키는데, 이는 운동가들에게 배신으로 여겨진다. 사람들이 자유에 대한 연설을 듣고 있는 동안, 레지널드 다이어 장군은 그의 구르카 병사들에게 예고 없이 발포 명령을 내려 암리차르 학살을 저지른다.
진나는 영국 통치에 항의하기 위해 비협력을 제안하고, 간디는 놀랍게도 이에 동의한다. 그 운동의 즉각적인 성공은 차우리 차우라 사건을 야기하여, 연합주에서 시위자들이 경찰관들을 죽이고 불태운다. 간디는 혐오감을 느끼고 비협력 운동 중단을 명령하여 진나를 격분시킨 다음, 그의 아슈람으로 물러나 대중들에게 중단을 촉구하는 단식을 한다.
1930년, 간디는 인도의 소금에 대한 영국의 독점에 반대하는 소금 행진을 조직한 후, 빈스 워커와 그의 동료와 함께 체포되어 투옥된다. 석방된 후, 간디는 램지 맥도널드의 초청으로 원탁 회의에 참석하기 위해 런던으로 가서 인도 제국의 미래 자치령 지위에 대해 논의한다. 그러나 회의는 무익하게 끝나고 간디와 다른 의회 지도자들은 제2차 세계 대전 중 투옥된다. 가택 연금 상태에서 간디의 아내 카스투르바가 사망하고, 그는 그녀를 애도한다.
의회와 간디에게 불만을 품은 진나는 사임하고 무슬림 연맹으로 돌아가 영국령 인도에서 무슬림 소수 민족을 위한 별도의 국가를 만들 것을 요구하기 시작한다. 간디는 화를 내고, 1945년 루이 마운트배튼 총독은 인도의 다가오는 독립을 영토의 마지막 총독으로 선언한다. 간디는 진나에게 총리가 되어 첫 내각을 구성하도록 제안한다. 네루는 인도의 독립을 유지하기 위해 이에 동의하지만, 진나는 파키스탄의 독립과 그가 지도자가 되는 것만이 무슬림의 안전을 보장할 것이라고 말하며 거절하여 파텔, 네루, 아자드를 실망시킨다.
인도와 파키스탄은 마침내 1947년 8월 연달아 독립을 얻고, 수백만 명의 사람들이 새로 형성된 두 국가의 국경을 넘어 이동하지만, 힌두교도와 무슬림 사이의 종파적 폭력이 새로운 국경을 따라 발생한다. 인도군은 델리와 뭄바이의 봉기를 통제하려 시도하는 동안, 콜카타에서는 힌두교도와 무슬림 사이의 살인과 폭력이 거리를 휩쓴다. 황폐해진 간디는 단식 농성을 벌여 힌두교도들이 물러서고 후세인 수라와르디가 무슬림들에게 싸움을 멈추도록 촉구한다. 간디는 폭력으로 아들을 잃은 슬픔에 무슬림 유아를 살해한 것에 대해 걱정하는 힌두교도 남성에게, 폭력으로 가족을 잃은 무슬림 소년을 찾아 그를 충실한 무슬림으로 키우라고 조언한다.
1948년 1월 30일, 뉴델리에서 오후 기도회로 향하던 중, 간디는 나투람 고드세에게 근거리에서 3번 총을 맞고 "오, 신이시여!"라고 외치며 죽는다. 그의 장례식 후, 그의 관은 (이제 인도 총리가 된) 슬픔에 잠긴 네루, 수많은 인도 시민, 인도 전역의 정부 관리, 그리고 국제 고위 인사들과 함께 델리 전역을 운반된다. 그의 유해는 갠지스강에 뿌려지고, 그는 의회 지도자들과 인도 독립운동 전체의 애도를 받는다.

## 출연진
- 벤 킹즐리 - 마하트마 간디 역
- 로히니 하탕가디 - 카스투르바 간디 역
- 로샨 세트 - 자와할랄 네루 역
- 사이드 자프리 - 발라브바이 파텔 역
- 캔디스 버건 - 마거릿 버크화이트 역
- 제인 마이어슨 - 에드위나 마운트배튼 역
- 에드워드 폭스 - 레지널드 다이어 준장 역
- 존 길구드 - 총독 어윈 경 역
- 트레버 하워드 - 로버트 스톤하우스 브룸필드 판사 역
- 존 밀스 - 총독 첼름스퍼드 경 역
- 셰인 리머 - 에드워드 R. 머로 역
- 마틴 신 - 빈스 워커 역
- 이언 찰슨 - 찰스 프리어 앤드루스 역
- 애설 퓨가드 - 얀 스머츠 역
- 데이비드 갠트 - 대니얼스 역
- 개러스 포우드 - 비서 역
- 제럴딘 제임스 - 미라벤(매들린 슬레이드) 역
- 알리크 파담시 - 무함마드 알리 진나 역
- 암리시 푸리 - 다다 압둘라 하지 아답 역
- 이언 배넌 - 고급 장교 필즈 역
- 리처드 그리피스 - 콜린스 역
- 나이절 호손 - 키넉 씨 역
- 리처드 버넌 - 에드워드 앨버트 게이트 역
- 마이클 호던 - 조지 호지 경 역
- 슈리람 라구 - 고팔 크리슈나 고칼레 역
- 테런스 하디먼 - 램지 맥도널드 역
- 옴 푸리 - 나하리 역
- 대니얼 데이루이스 - 콜린 역
- 버나드 힐 - 퍼트넘 병장 역
- 존 래천버거 - 버크화이트의 미국인 운전 기사 역
- 팡카지 카푸르 - 피아렐랄 나이야르 역
- 딜셰르 싱 - 칸 압둘 가파르 칸 역
- 피터 할로 - 총독 마운트배튼 경 역
- 하르시 나이야르 - 나투람 고드세 역
- 수프리야 파타크 - 마누 역
- 톰 올터 - 의사 역
- 알로크 나트 - 티에브 모함마드 역
- 모한 아가셰 - 모함마드의 동료 역
- 세카르 차터지 - 후세인 샤히드 수라와르디 역
- 존 새비던트 - 광산 관리자 역

## 기타 제작진
- 공동 제작: 라니 두베
- 협력 제작: 수레시 진달
- 미술: 스튜어트 크레이그, 로버트 W. 랭
- 의상: 바누 아타이야, 존 몰로

## 우리말 녹음
KBS 성우진 (1990년 2월 28일, 3월 1일)
- 배한성 - 마하트마 간디(벤 킹즐리)
- 최수민 - 카스투르바 간디(로히니 하탕가디)
- 임종국 - 조지 경(존 길구드)
- 이정구 - 자와할랄 네루(로샨 세트)
- 남궁윤 - 칸 (암리시 푸리)
- 황원 - 발라브바이 파텔(사이드 자프리)
- 온영삼 - 얀 스머츠(애설 퓨가드)
- 송두석 - 레지널드 다이어 준장(에드워드 폭스)
- 김정호 - 무함마드 알리 진나(알리크 파담시)
- 엄주환 - 빈스 워커(마틴 신)
- 설영범 - 대니얼스(데이비드 갠트) / 모하메드(알로크 나트)
- 장정진 - 베이커(리처드 메이어스) / 에드워드 게이트(리처드 버넌)
- 유해무 - 인도 총독 첼름스퍼드 자작(존 밀스) / 고팔 크리슈나 고칼레(슈리람 라구)
- 이연희 - 미라벤(매들린 슬레이드)(제럴딘 제임스)
- 김준 - 찰스 프리어 앤드루스 사제(이언 찰슨)
- 유남희 - 마거릿 버크화이트(캔디스 버건)
- 강구한 - 광부 책임자(존 새비던트) / 모함마드의 친구(모한 아가셰)